# Limnophila suspecta
Limnophila suspecta är en tvåvingeart. Limnophila suspecta ingår i släktet Limnophila och familjen småharkrankar.

## Underarter
Arten delas in i följande underarter:
- L. s. invariegata
- L. s. suspecta